# Hamnskär och Smörsten
Hamnskär och Smörsten är en bebyggelse vid Harkskärsfjärden på sydvästra delen av Eskön  i Gävle kommun. Området klassades 2020 av SCB till en separat småort.